# Marie-Françoise Nicaise
Pour les articles homonymes, voir Nicaise.
Marie-Françoise Nicaise, née à Charleroi le 20 juin 1958 une femme politique belge, membre du Mouvement réformateur. Elle est la veuve de Daniel Ducarme.
Elle est avocate.

## Carrière politique
- 2011-  : échevine des Finances, de l’État civil et des Cimetières de Thuin[2]
- 2014- : députée au parlement wallon et au parlement de la Communauté française en remplacement de Yves Binon[4]